# Motori (album)
Motori treći je studijski album bosanskohercegovačkog heavy metal i hard rock sastava Divlje jagode, koji izlazi 1982., a objavljuje ga diskografska kuća Diskoton.

## Popis pjesama
| Br. | Skladba               | Trajanje |
| --- | --------------------- | -------- |
| 1.  | »Motori«              |          |
| 2.  | »Šampioni«            |          |
| 3.  | »Nasmiješi se«        |          |
| 4.  | »Zagrizi rock n roll« |          |
| 5.  | »Sve iz inata«        |          |
| 6.  | »Šejla«               |          |
| 7.  | »Dodirni me«          |          |
| 8.  | »Ne želiš kraj«       |          |
| 9.  | »Divlji zapad«        |          |

## Izvođači
- Zele Lipovača - gitare
- Alen Islamović - vokal i bas
- Nasko Budimlić - bubnjevi